# Copa J.League-Sudamericana 2020
La Copa J.League-Sudamericana 2020 (en japonés: J rīgukappu/ kopa sudamerikāna ōja kettei-sen 2020) iba a ser la decimotercera edición de este certamen. Se iba a disputar a partido único en Japón entre Kawasaki Frontale, campeón de la Copa J. League 2019 e Independiente del Valle de Ecuador, campeón de la Copa Sudamericana 2019. Sin embargo, este evento no se llevó a cabo debido a que se iba a hacer la realización de los Juegos Olímpicos de Verano en el mismo año, pero estos últimos fueron pasados para julio y agosto de 2021 debido a la pandemia de COVID-19, afectando así también a la edición siguiente.

## Participantes
| País    | Equipo                  | Vía de clasificación                 |
| ------- | ----------------------- | ------------------------------------ |
| Japón   | Kawasaki Frontale       | Campeón de la Copa J. League 2019    |
| Ecuador | Independiente del Valle | Campeón de la Copa Sudamericana 2019 |